# Gluma nitida
Gluma nitida är en tvåvingeart som beskrevs av Mcalpine 1991. Gluma nitida ingår i släktet Gluma och familjen tångflugor. Inga underarter finns listade i Catalogue of Life.